# Comodo Internet Security
Comodo Internet Security — программный комплекс, состоящий из антивируса и персонального файрвола, а также песочницы, системы предотвращения вторжений HIPS и виртуальной среды «Virtual Kiosk» (новый компонент пакета, начиная с 6 версии) для Microsoft Windows XP, Vista, Windows 7 и Windows 8.
Компоненты установочного пакета Comodo AntiVirus и Comodo Firewall могут быть установлены отдельно и использоваться как самостоятельные продукты.
Comodo Internet Security (CIS) может быть использован безвозмездно (бесплатно) как для коммерческого, так и личного использования.

## Возможности программы
- Проактивная защита.
- Защита от интернет-атак.
- Защита от переполнения буфера.
- Защита важных системных файлов и записей реестра от внутренних атак.
- Использование технологии Sandbox (песочница).
- Использование «облачных технологий».
- Полноценная виртуальная среда Virtual Kiosk.
- Очистка заражённых компьютеров с помощью Comodo Cleaning Essentials.
- Отправка любого количества файлов на анализ в Comodo.
- Встроенный диспетчер задач KillSwitch, ранее входивший в Comodo Cleaning Essentials.
- Создание диска восстановления Comodo Rescue Disk.
- Технология поведенческого анализа Viruscope.
- Веб-фильтрация.

## Особенности программы
Особенностью пакета является гибкость настройки — от автоматического принятия решений продуктом и оповещения об этом пользователя до полного контроля пользователя над действиями модулей продукта и принятия решений исходя из запросов и собственных предпочтений.

### Особенности дистрибутива
В состав дистрибутива Comodo Internet Security входят:
- Браузер Chromodo (ранее известный как Comodo Dragon и написанный на коде Chromium);
- Comodo Antivirus;
- Comodo Firewall;
- Comodo Geekbuddy.

### HIPS (Defense+)
Проактивная защита включает в себя HIPS — систему отражения локальных угроз, задачей которой является контроль за работой приложений и блокировка потенциально опасных операций по заданным критериям, а также в автоматическом режиме (поведенческий анализ) изоляция нежелательного или подозрительного объекта в «песочнице».

### GeekBuddy
GeekBuddy — служба технической поддержки продуктов компании Comodo Group доступная пользователям, оплатившим использование продуктов Comodo и получивших лицензионный ключ (Comodo Internet Secutity PRO и иных продуктов), в пробном режиме действует 60 дней. Техническая поддержка осуществляется на английском языке круглосуточно.

### Особенности версии 7.x
В 7-й версии Comodo Internet Security были введены следующие улучшения и изменения:
- Viruscope — система, позволяющая проводить динамический анализ поведения запущенных процессов и вести запись их активности. Viruscope контролирует деятельность процессов, запущенных на вашем компьютере и предупреждает вас, если они пытаются выполнить подозрительные действия;
- новый раздел фильтрации веб-сайтов дает пользователям способ разрешить или запретить доступ к определенным онлайн-ресурсам;
- папки с защищенными данными — функция, которая делает важные файлы полностью невидимым для программ, работающих в песочнице;
- возможность смены темы оформления.

## Позиции в рейтингах

### Тесты сайта matousec.com
| Дата теста | Comodo Internet Security |
| ---------- | ------------------------ |
| 2008-11-28 | 3.5.55810.432 — 90 %     |
| 2009-04-07 | 3.8.65951.477 — 96 %     |
| 2009-04-23 | 3.8.65951.477 — 96 %     |
| 2009-09-09 | 3.11.108364.552 — 97 %   |
| 2009-10-10 | 3.12.111745.560 — 100 %  |
| 2010-01-04 | 3.12.111745.560 — 100 %  |
| 2010-05-01 | 4.0.141842.828 — 100 %   |
| 2010-05-12 | 4.0.141842.828 — 100 %   |
| 2011-02-17 | 5.3.176757.1236 — 100 %  |
| 2013-04-30 | 5.3.176757.1236 — 100 %  |

| Дата теста | Comodo Internet Security |
| ---------- | ------------------------ |
| 2012-01-13 | 5.9.219863.2196 — 94 %   |
| 2013-01-18 | 6.0.260739.2674 — 92 %   |
| 2013-07-09 | 6.0.260739.2674 — 92 %   |

На сайте matousec.com Comodo Internet Security 4.0.141842.828 занял первое место как среди бесплатных программ, так и в общем зачёте с результатом 100 % и оценкой «Excellent»

### Тесты сайтаAnti-Malware.ru
- В тесте на способность системы HIPS защитить ядро Windows в апреле 2009 года Comodo Internet Security 3.8.65951.477 занял первое место, пройдя 9 тестов из 9[9].
- В тесте антивирусов на защиту от новейших (Zero-day) вредоносных программ в ноябре 2009 года Comodo Internet Security 3.9 занял третье место и получил награду Gold Zero-day Protection Award[10].
- В тесте самозащиты антивирусов на платформе x64 в январе 2011 года Comodo Internet Security 5.0 занял четвёртое место и получил награду Gold Self-Protection Award[11].
- В тесте файрволов на защиту от внутренних атак в сентябре 2011 года (в тестировании принимали участие 22 программы класса Internet Security) Comodo Internet Security 5.5.64714.1383 занял первое место на максимальных настройках и второе на стандартных, заслужив награду Platinum Firewall Outbound Protection Award. При настройках по умолчанию Comodo Internet Security обошёл продукты от известных производителей, настроенных по наиболее строгому варианту[12].
- В тесте файрволов на защиту от внутренних атак в июле 2013 года (в тестировании принимала участие 21 программа класса Internet Security) Comodo Internet Security 6.1.276867.2813 занял первое место на стандартных и первое на максимальных настройках, заслужив награду Platinum Firewall Outbound Protection Award[13].